# Ibrahim Sekagya
Ibrahim Sekagya [sekaʤa] (* 19. Dezember 1980 in Kampala) ist ein ugandischer ehemaliger Fußballspieler und war Kapitän der Nationalmannschaft seines Heimatlandes.

## Karriere

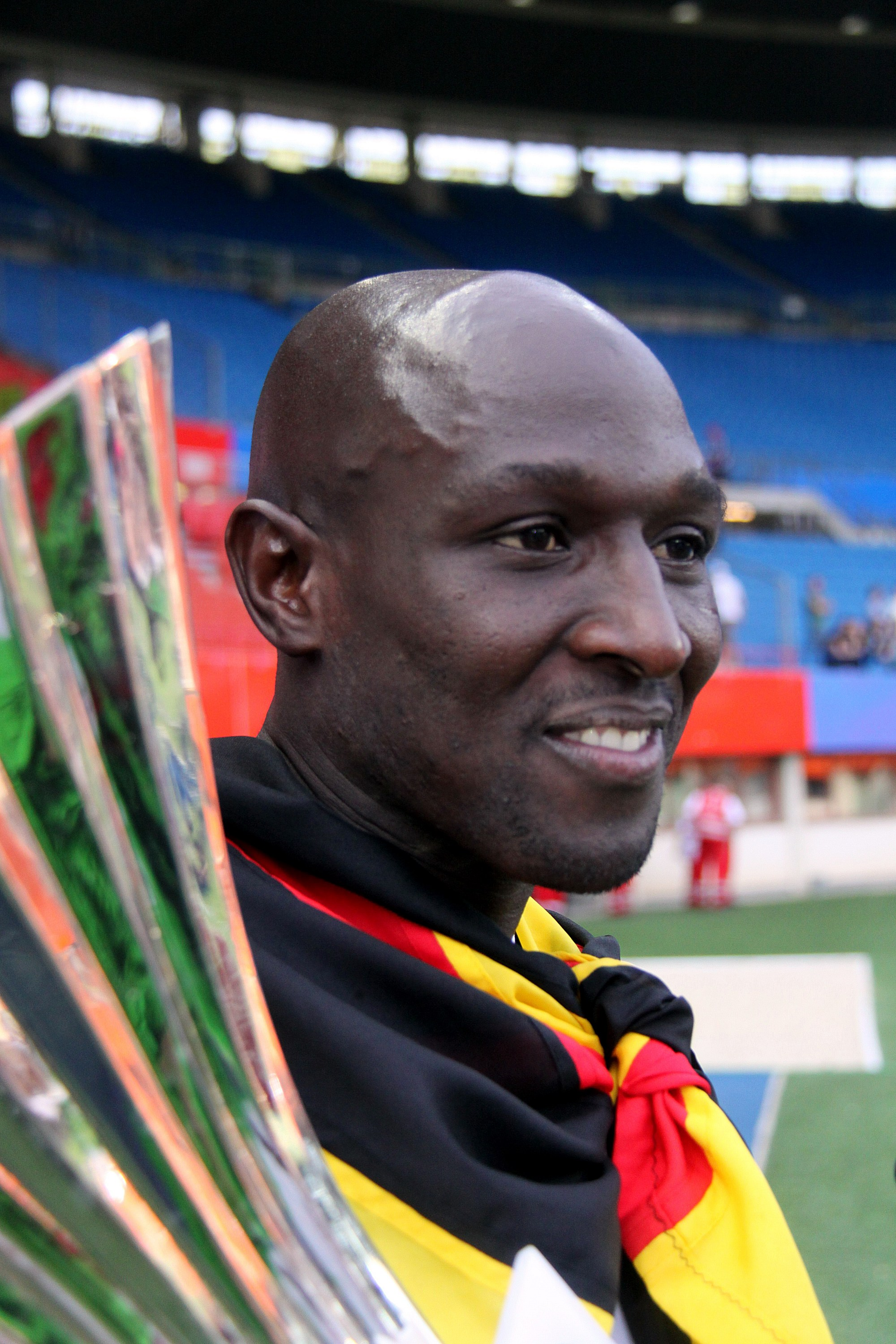
Ibrahim Sekagya mit dem ÖFB-Cup 2011/12.

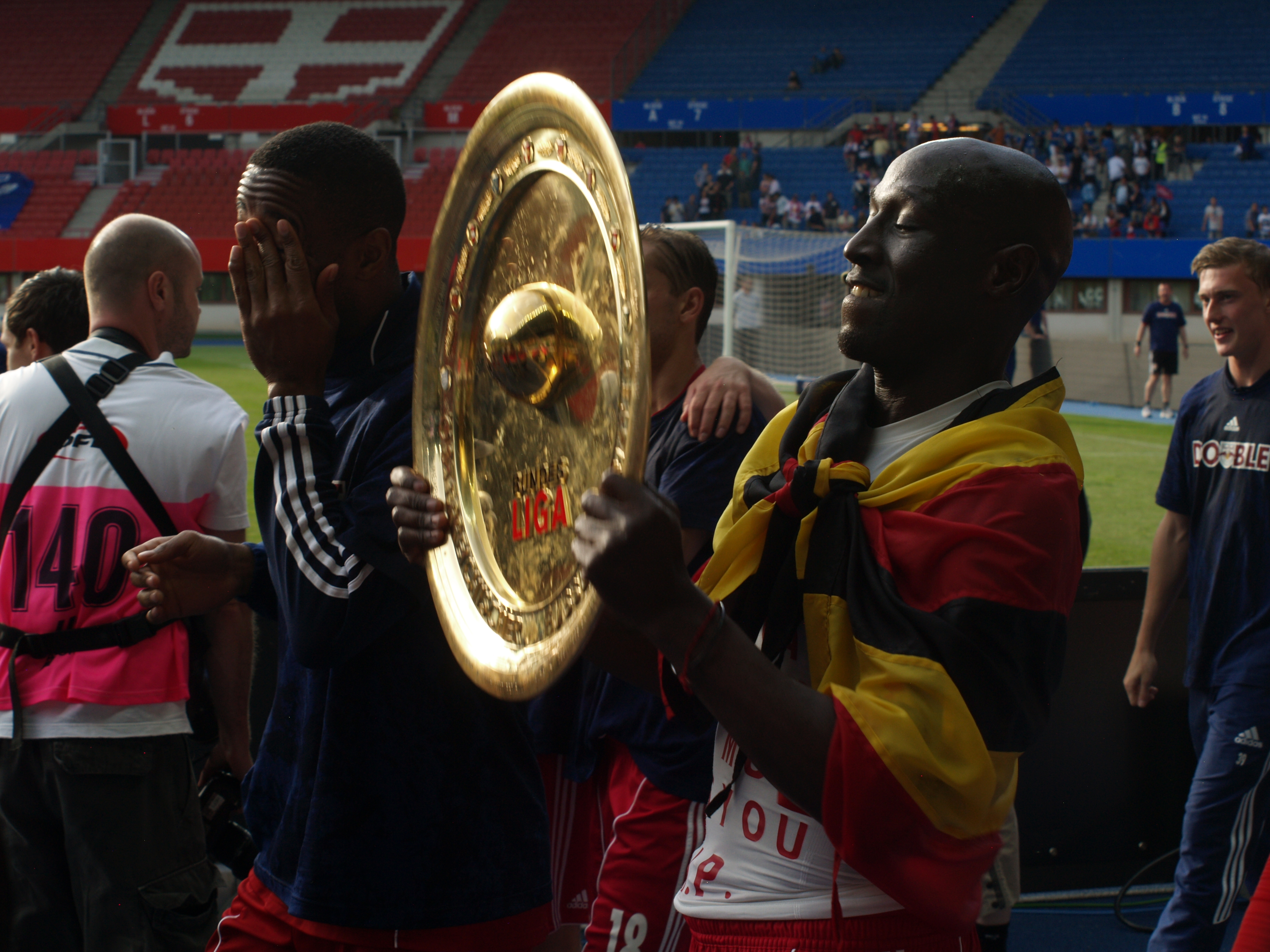
Sekagya mit ugandischer Flagge und Meisterschale nach dem Doublegewinn mit dem FC Red Bull Salzburg 2012

Ibrahim Sekagya begann seine Profi-Karriere in seiner Heimatstadt beim Kampala City Council FC. 2001 wechselte er in die zweite argentinische Liga zu Atlético de Rafaela. Nach einem weiteren Wechsel zu Ferro Carril Oeste wurde er 2005 vom argentinischen Erstligaverein Arsenal de Sarandí verpflichtet. Im Juni 2007 wurde er schließlich für 1 Mio. Euro von Arsenal de Sarandí nach Europa zu Red Bull Salzburg transferiert und war bis dahin der teuerste Spieler Ugandas.
Sekagyas Wechsel zu Salzburg sorgte anfangs für Unruhe innerhalb des Vereins. Nachdem Assistenz-Trainer Lothar Matthäus öffentlich Zweifel über die Verpflichtung des ugandischen Nationalspielers geäußert hatte, nahm die Vereinsführung dies zum Anlass, den Deutschen zu beurlauben. Andere Meinungsverschiedenheiten zwischen dem Verein und Matthäus waren dieser allerdings vorausgegangen. Sekagya entwickelte sich innerhalb kurzer Zeit zu einem Stammspieler und Leistungsträger des Salzburger Teams. Der zweikampf- und kopfballstarke Innenverteidiger erhielt schnell den Status eines Publikumslieblings und war zwischenzeitlich auch Kapitän der Mannschaft. In seiner Zeit bei Salzburg konnte er gesamt drei Meisterschaften und einen Pokalgewinn feiern.
Nachdem sein Vertrag in Salzburg nicht verlängert worden war, unterschrieb er im Juli 2013 einen Vertrag bei den New York Red Bulls und spielte dort unter anderem mit Thierry Henry, Tim Cahill und Juninho zusammen. nach zwei Saisons in der MLS beendete Sekagya im Dezember 2014 seine aktive Profikarriere und wechselte in den Betreuerstab der Roten Bullen aus New York.
Sekagya war Kapitän der ugandischen Fußballnationalmannschaft und beendete Anfang 2012 seine Teamkarriere.

## Erfolge
- Meister in der dritten argentinischen Liga 2003 mit Ferro Carril Oeste
- Österreichischer Meister 2008/09, 2009/10, 2011/12,
- Österreichischer Cupsieger: 2012